# Сидоровське сільське поселення (Грязовецький район)
Си́доровське сільське поселення (рос. Сидоровское сельское поселение) — сільське поселення у складі Грязовецького району Вологодської області Росії.
Адміністративний центр — село Сидорово.

## Населення
Населення сільського поселення становить 1638 осіб (2019; 2020 у 2010, 2500 у 2002).

## Історія
При утворенні Грязовецького району були утворені Бакланівська сільська рада, Коптевська сільська рада, Леждомська сільська рада, Робоче-Селянська сільська рада та Сидоровська сільська рада. 1930 року ліквідовано Робоче-Селянську сільраду. У період існування Лезького району 1935—1954 років до його складу входили Баклановська сільська рада, Коптевська сільська рада, Лезька сільська рада, Леждомська сільська рада та Робоче-Селянська сільська рада. 1959 року Леждомська сільрада увійшла до складу Сидоровської, Коптевська сільрада — до складу Бакланівської, Робоче-Селянська сільрада — до складу Лезької. У 1960—1966 роках до складу Сидоровської сільради входила Возтозька сільська рада. 1966 року зі складу Лезької виділено Жерноковську сільську раду. 1979 року Бакланівська перейменована в Анохінську сільську раду.
Станом на 1999 рік існували Анохінська сільрада (24 населених пункти), Лезька сільрада (33 населених пункти) та Сидоровська сільрада (39 населених пунктів). 2001 року ліквідовано присілок Мігілево Лезької сільради, Козино та Малі Дворища Анохінської сільради. 2002 року існували Анохінська сільрада (присілки Анохіно, Бакланка, Герасимово, Єжово, Казаркино, Клепиково, Ковирново, Лябзунка, Максимово, Медведево, Михайлово, Нікола, Отмітниково, Паново, Починок, Рагозіно, Слобода, Ушаково, Хлібниково, Хлизіно, Чистюнино, Шушуково), Лезька сільрада (село Сеньга, присілки Велике Бродино, Глибоке, Дем'янково, Дмитрієво, Задорка, Засічне, Канево, Карпіха, Клобукино, Колотиліха, Константиново, Красне, Красносельє, Крюково, Лапино, Левино, Лук'яново, Максимовиця, Мухино, Нефедово, Обухово, Павловське, Подольне, Полянка, Поповка, Спаське, Стан, Станове, селища Лежа, Майський, Станове) та Сидоровська сільрада (село Сидорово, присілки Алексино, Алферово, Анисимово, Бакшино, Бекренево, Бубейкіно, Ванчино, Векшино, Великий Дор, Верхов'є, Власово, Головинське, Гориці, Грідіно, Івоніно, Ільїнське, Ілюшкино, Кельїно, Клеопіно, Левино, Маркашово, Мартиново, Нешарово, Нікулкіно, Новгородово, Панкратово, Полухіно, Проніно, Раменьє, Риндино, Родниково, Савино, Степаново, Тимошкино, Філіно, Цепелка, Черняєво, Шилово).
2006 року Сидоровська сільрада перетворена в Сидоровське сільське поселення, Анохінська та Лезька сільради утворили Лезьке сільське поселення. 2009 року Лезьке сільське поселення увійшло до складу Сидоровського. 2020 року ліквідовано присілки Анисимово, Верхов'є, Власово, Головинське, Єжово, Казаркино, Новгородово, Починок, Риндино, Савино, Ушаково, Філіно. 2022 ліквідовано присілки Крюково, Нікола, Чистюнино.

## Склад
До складу сільського поселення входять:
| Населений пункт          | Населення, осіб (2002) | Населення, осіб (2010) |
| ------------------------ | ---------------------- | ---------------------- |
| Алексино, присілок       | 18                     | 10                     |
| Алферово, присілок       | 1                      | 0                      |
| Анисимово, присілок      | 0                      | 0                      |
| Анохіно, присілок        | 334                    | 344                    |
| Бакланка, присілок       | 0                      | 0                      |
| Бакшино, присілок        | 17                     | 19                     |
| Бекренево, присілок      | 59                     | 37                     |
| Бубейкіно, присілок      | 8                      | 4                      |
| Ванчино, присілок        | 2                      | 2                      |
| Велике Бродино, присілок | 9                      | 8                      |
| Великий Дор, присілок    | 10                     | 7                      |
| Векшино, присілок        | 0                      | 0                      |
| Верхов'є, присілок       | 0                      | 0                      |
| Власово, присілок        | 0                      | 0                      |
| Герамисово, присілок     | 4                      | 3                      |
| Глибоке, присілок        | 6                      | 5                      |
| Головинське, присілок    | 0                      | 0                      |
| Гориці, присілок         | 6                      | 4                      |
| Грідіно, присілок        | 6                      | 0                      |
| Дем'янково, присілок     | 10                     | 8                      |
| Дмитрієво, присілок      | 2                      | 1                      |
| Єжово, присілок          | 0                      | 0                      |
| Задорка, присілок        | 5                      | 6                      |
| Засічне, присілок        | 8                      | 1                      |
| Івоніно, присілок        | 5                      | 0                      |
| Ільїнське, присілок      | 11                     | 7                      |
| Ілюшкино, присілок       | 0                      | 0                      |
| Казаркино, присілок      | 0                      | 0                      |
| Канево, присілок         | 6                      | 3                      |
| Карпіха, присілок        | 0                      | 0                      |
| Кельїно, присілок        | 7                      | 1                      |
| Клеопіно, присілок       | 0                      | 0                      |
| Клепиково, присілок      | 0                      | 0                      |
| Клобукино, присілок      | 2                      | 2                      |
| Ковирново, присілок      | 0                      | 0                      |
| Колотиліха, присілок     | 26                     | 16                     |
| Константиново, присілок  | 4                      | 4                      |
| Красне, присілок         | 17                     | 8                      |
| Красносельє, присілок    | 3                      | 5                      |
| Крюково, присілок        | 0                      | 0                      |
| Лапино, присілок         | 0                      | 0                      |
| Левино, присілок         | 4                      | 3                      |
| Левино, присілок         | 38                     | 32                     |
| Лежа, селище             | 343                    | 268                    |
| Лук'яново, присілок      | 15                     | 12                     |
| Лябзунка, присілок       | 6                      | 0                      |
| Майський, селище         | 43                     | 29                     |
| Максимовиця, присілок    | 6                      | 6                      |
| Максимово, присілок      | 1                      | 0                      |
| Маркашово, присілок      | 15                     | 3                      |
| Мартиново, присілок      | 5                      | 1                      |
| Медведево, присілок      | 13                     | 8                      |
| Михайлово, присілок      | 2                      | 2                      |
| Мухино, присілок         | 11                     | 10                     |
| Нефедово, присілок       | 0                      | 0                      |
| Нешарово, присілок       | 0                      | 0                      |
| Нікола, присілок         | 0                      | 0                      |
| Нікулкіно, присілок      | 10                     | 2                      |
| Новгородово, присілок    | 0                      | 0                      |
| Обухово, присілок        | 8                      | 4                      |
| Отмітниково, присілок    | 0                      | 0                      |
| Павловське, присілок     | 19                     | 15                     |
| Панкратово, присілок     | 53                     | 26                     |
| Паново, присілок         | 35                     | 28                     |
| Подольне, присілок       | 0                      | 0                      |
| Полухіно, присілок       | 5                      | 0                      |
| Полянка, присілок        | 0                      | 0                      |
| Поповка, присілок        | 7                      | 1                      |
| Починок, присілок        | 0                      | 0                      |
| Проніно, присілок        | 0                      | 0                      |
| Рагозіно, присілок       | 46                     | 53                     |
| Раменьє, присілок        | 15                     | 9                      |
| Риндино, присілок        | 0                      | 0                      |
| Родниково, присілок      | 20                     | 0                      |
| Савино, присілок         | 0                      | 0                      |
| Сеньга, село             | 74                     | 70                     |
| Сидорово, село           | 645                    | 535                    |
| Слобода, присілок        | 73                     | 63                     |
| Спаське, присілок        | 326                    | 288                    |
| Стан, присілок           | 0                      | 0                      |
| Станове, присілок        | 10                     | 6                      |
| Станове, селище          | 22                     | 26                     |
| Степаново, присілок      | 4                      | 0                      |
| Тимошкино, присілок      | 0                      | 0                      |
| Ушаково, присілок        | 0                      | 0                      |
| Філіно, присілок         | 0                      | 0                      |
| Хлібниково, присілок     | 7                      | 0                      |
| Хлизіно, присілок        | 9                      | 5                      |
| Цепелка, присілок        | 12                     | 3                      |
| Черняєво, присілок       | 0                      | 0                      |
| Чистюнино, присілок      | 0                      | 0                      |
| Шилово, присілок         | 0                      | 0                      |
| Шушуково, присілок       | 12                     | 7                      |